# Paul Anselmini
 (juin 2024).
Paul Anselmini, né le 2 aout 2003 à Paris, est un athlète français, spécialiste du 800 mètres.

## Carrière

### Premières années
Depuis 2012, il est licencié à l'Entente Franconville Cesame Val D'oise (section US Deuil).

### Saison 2023
Le 16 juillet 2023, il remporte la médaille de bronze du 800 m lors des championnats d'Europe espoirs en 1 min 45 s 99.

### Saison 2024
Le 7 juin 2024, il participe à sa première sélection internationale avec l'Équipe de France lors des Championnats d'Europe d'athlétisme de Rome.

### Saison 2025
Il est sacré champion de France en salle du 1 500 m lors des Championnats de France d'athlétisme en salle 2025 à Miramas. La même saison, il effectue le record de France du 1500m en salle ainsi que de celui du mile.

## Palmarès
| Date | Compétition                   | Lieu    | Résultat | Épreuve | Temps         |
| ---- | ----------------------------- | ------- | -------- | ------- | ------------- |
| 2021 | Championnats du monde juniors | Nairobi | 8e       | 800 m   | 1 min 53 s 70 |
| 2023 | Championnats d'Europe espoirs | Espoo   | 3e       | 800 m   | 1 min 45 s 99 |

## Records
| Épreuve | Épreuve   | Temps         | Lieu    | Date            |
| ------- | --------- | ------------- | ------- | --------------- |
| 800 m   | Plein air | 1 min 44 s 73 | Rome    | 7 juin 2024     |
| 800 m   | Salle     | 1 min 47 s 82 | Lyon    | 9 février 2024  |
| 1000 m  | Plein air | 2 min 17 s 03 | Milan   | 27 avril 2024   |
| 1500 m  | Plein air | 3 min 35 s 48 | Louvain | 27 juillet 2024 |
| 1500 m  | Salle     | 3 min 36 s 72 | Lyon    | 15 février 2025 |